# Pleidelsheim
Pleidelsheim település Németországban, azon belül Baden-Württembergben. Lakosainak száma 6454 fő (2023. december 31.).

## Népesség
A település népessége az elmúlt években az alábbi módon változott:
| Lakosok száma | 2347 | 3436 | 4233 | 4099 | 4373 | 5478 | 6148 | 6274 | 6194 | 6454 |
|               | 1961 | 1968 | 1974 | 1981 | 1987 | 1994 | 2000 | 2007 | 2013 | 2023 |